# Shimao Toshio

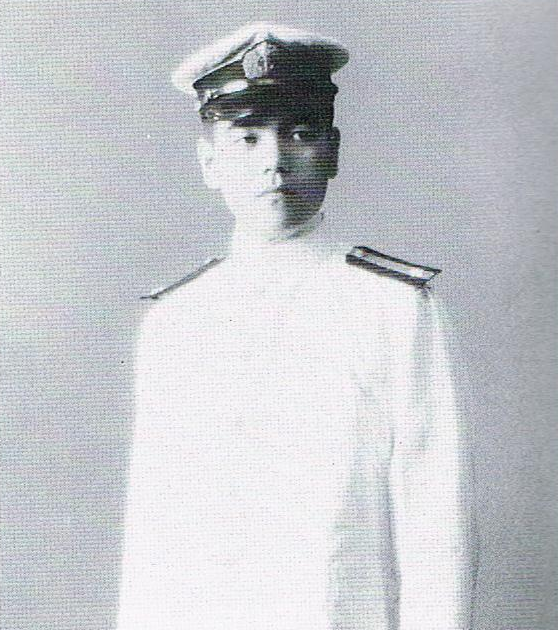
Toshio Shimao 1944 als Kapitänleutnant der Marine

Shimao Toshio (jap. 島尾 敏雄; * 18. April 1917 in Yokohama; † 12. November 1986 in Kagoshima) war ein japanischer Schriftsteller.

## Leben und Wirken
Shimao Toshio studierte an der Universität Kyūshū. Während des Pazifikkrieges lebte er auf Amami-Ōshima, wo er seine künftige Frau, eine Schullehrerin, kennenlernte und heiratete. Kurz vor Kriegsende wurde er eingezogen und befehligte eine Marineeinheit mit Suizid-Einsätzen. Nach dem Krieg ging er zunächst nach Kōbe, dann nach Tokio, wo er die Zeitschrift „Gendai Hyōron“ (現代評論) gründete. Schließlich kehrte er nach Amami-Ōshima zurück und arbeitete dort als Lehrer.
Für sein literarisches Werk wurde Shimao vielfach ausgezeichnet. 1972 erhielt er den Mainichi-Kulturpreis in der Kategorie Literatur und Kunst. Für sein bekanntestes Werk, den autobiographischen Roman Shi no toge (死の棘; in deutscher Übersetzung: Der Stachel des Todes, 1999), der die mentale Krankheit seiner Frau behandelt, wurde er 1977 mit dem Yomiuri-Literaturpreis und 1978 mit dem Großen Preis für japanische Literatur ausgezeichnet. Für Hi no utsuroi (日の移ろい, 1976) erhielt er 1977 den Tanizaki-Jun’ichirō-Preis,  für Wannai no irie de (湾内の入江で, 1982) 1983 den Kawabata-Yasunari-Literaturpreis und für Gyoraitei gakusei (魚雷艇学生, 1985) 1985 den Noma-Literaturpreis.

## Werke in deutscher Übersetzung
- Unterwegs mit Maya (マヤと一緒に, Maya to isshō ni, 1961). Aus dem Englischen[1] von Christian Uhl. In: Erkundungen – 19 japanische Erzähler. Herausgegeben von Marianne Bretschneider und Heinz Haase. Verlag Volk und Welt, Berlin 1989. ISBN 3-353-00581-1. S. 306–329
- Der Stachel des Todes (死の棘, Shi no toge, 1963). Aus dem Japanischen von Sabine Mangold und Wolfgang E. Schlecht. Insel Verlag, Frankfurt am Main 1999. ISBN 978-3-458-16991-8